# Baliopteryx
Baliopteryx is een geslacht van vlinders van de familie tandvlinders (Notodontidae), uit de onderfamilie Notodontinae.

## Soorten
- B. aeruginosa (Gaede, 1928)
- B. argyrophora (Hampson, 1910)
- B. baccata (Hampson, 1910)